# Valerian Pavlovič Pravduchin
Valerian Pavlovič Pravduchin (rusky Валериан Павлович Правдухин; 2. února 1892 stanice Tanalykskaja, Orenburská gubernie – 28. srpna 1938, polygon Kommunarka) byl ruský spisovatel a literární kritik, člen literární skupiny Pěreval.

## Život
Narodil se roku 1892 do rodiny psalomščika Pavla Ivanoviče Pravduchina a selky Anny Něstěrovny. Rodina byla početná, měl pět bratrů a sestru. Otec se stal knězem ve vsi Kaljonoje v Uralské gubernii, kde budoucí spisovatel prožil čtyři roky. Později napsal: „Tento úsek života se mi stále zdá být největší, nejvýznamnější. Vzpomínky na Kaljonoje mě naplňují až po okraj i teď. Vyvěrají na povrch jako voda z podzemního pramene.“ Vzpomínky na dětství se později staly základem druhé a třetí části románu Яик уходит в море.
Vzdělával se v církevním semináři, avšak pro účast na prvomájové demonstraci z byl z něho vyloučen a ve studiu pokračoval na orenburském gymnáziu. Získal učitelský diplom a v letech 1911–1913 učil ve vsi Akbulak v Orenburská oblasti. Poté přesídlil do Moskvy, kde navštěvoval přednášky na historicko-filozofické fakultě Šaňavského univerzity (1914–1917). Mezi lety 1912 a 1918 byl politicky činný ve straně eserů.
Spolu s manželkou L. N. Sejfullovou žil v letech 1919–1920 v Čeljabinsku kde měl na starost místní školství. Tam také napsal první dílo – divadelní hru Nový učitel. Podílel se na dramatizaci povídky „Virineia“ své manželky. V roce 1921 spoluzaložil v Novosibirsku literární časopis Sibirskije ogni (Сибирские огни), ve kterém působil jako redaktor a publikoval řadu literárněkritických statí. 
Roku 1923 odjel do Moskvy, kde se stal vedoucím oddělení literární kritiky časopisu Krasnaja niva (Красная нива). Rovněž spolupracoval s časopisem Krasnaja nov (Красная новь). Kvůli myšlenkové spřízněnosti s A. K. Voronským jej Ruské sdružení proletářských spisovatelů podrobilo kritice. V roce 1937 vystoupil na obranu Michaila Bulgakova.

## Vězení a smrt
Byl uvězněn 16. srpna 1937, Vojenské kolegium Nejvyššího soudu SSSR jej obvinilo z příslušnosti k teroristické organizaci a 28. srpna 1938 odsoudilo k trestu smrti. Téhož dne byl popraven na polygonu Kommunarka. Rehabilitován byl 4. srpna 1956.